# Friedrich August Wolf

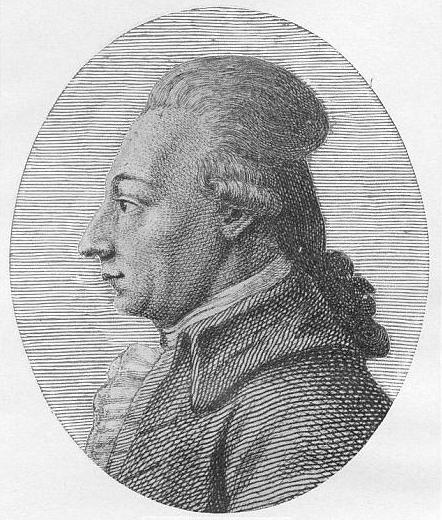
F.A. Wolf

Friedrich August Wolf (Hainrode, 15 februari 1759 - Marseille, 8 augustus 1824) was een Duits classicus en de organisator van de wetenschappelijke oudheidkunde. Zijn bekendste werk is de Prolegomena ad Homerum; zijn invloedrijkste werk de Darstellung der Alterthums-Wissenschaft (1807).

## Biografie
Wolf studeerde in Göttingen, destijds de beste universiteit ter wereld, bij Christian Gottlieb Heyne. Van hem leerde hij de oude geschiedenis op te vatten als de wisselwerking tussen volken en staten met eigen karaktertrekken, die konden worden afgeleid uit hun instellingen, economie, wetten en dergelijke. Dit idee was voorbereid door onder andere de Britse historicus Edward Gibbon en de Franse filosoof Montesquieu.
Wolf studeerde af in 1777, vond zes jaar later een betrekking als filosofiedocent in Halle en stichtte daar in 1787 een taalkundig instituut. In 1795 publiceerde hij de Prolegomena ad Homerum, een geschiedenis van de tekst van Homerus' Ilias en de Odyssee. Het maakte hem beroemd - zelfs Goethe kwam in het geheim college bij hem volgen - en gaf hem gezag om, tijdens de crisis na de Slag bij Jena-Auerstedt, een voorstel te doen voor de herorganisatie van de oudheidkunde: de Darstellung (1807).
Sinds de Pruisische onderwijshervorming, uitgevoerd door Wolfs vriend Wilhelm von Humboldt, werkte Wolf aan de universiteit van Berlijn. Tot zijn medewerkers behoorden Franz Bopp, Friedrich Schleiermacher en Barthold Georg Niebuhr.

## Prolegomena ad Homerum
In de Prolegomena stelde Wolf dat de tekst van de homerische gedichten, zoals wij die nu kennen, niet die was van Homerus. Daarmee plaatste hij het vraagstuk op de agenda dat bekendstaat als de Homerische kwestie: hoe zijn de aan de Dichter toegeschreven gedichten ontstaan?
Het was gebruikelijk tekstuitgaven te voorzien van een geschiedenis van de tekst, en wie zich bezighield met de Ilias, moest al snel concluderen dat Homerus hooguit wat korte liederen kon hebben gecomponeerd. Vóór de invoering van het alfabet kon immers niemand schrijven en één bard kon zeker geen gedicht memoriseren van 15 693 regels. Er waren aanwijzingen dat er verschillende auteurs aan het woord waren en het stond ook vast dat generaties zangers de tekst van de Ilias hadden aangepast, tot er in de zesde eeuw v.Chr. een standaardtekst was ontstaan. Deze was in het hellenistische Alexandrië bewerkt en het zou deze tekst zijn geweest die was overgeleverd. Wolf vatte dit alles briljant samen.
De vernieuwing schuilt in zijn gebruik van de zogeheten scholiën, een verzameling in 1788 in Venetië teruggevonden, door de classici van die tijd niet begrepen antieke aantekeningen bij de homerische poëzie. Wolf gebruikte inzichten uit de rabbijnse commentaartraditie om te doorgronden hoe de Griekse commentaren werkten. Hij concludeerde dat de Alexandrijnse geleerden nauwelijks respect voor de tekst als zodanig hadden gehad. De hellenistische tekstwetenschappers hadden geprobeerd bij te dragen aan een beter gedicht.

## Darstellung der Alterthums-Wissenschaft
De Darstellung is een gelegenheidsgeschrift, bedoeld om de politiek te beïnvloeden na de crisis van 1806/1807 (en daarom gepubliceerd in het Duits). Wolf geeft aan wat de grenzen zijn van de oudheidkunde (wel het oude Griekenland en het Romeinse Rijk, maar niet de Joden en de Byzantijnse tijd) en welke vakken een goede oudheidkundige moet bestuderen. Daarbij wijst hij een duidelijke hiërarchie aan: taalfilosofie, Griekse grammatica, Latijnse grammatica, Hermeneutiek, tekstkritiek en Latijnse schrijfvaardigheid zijn de voornaamste vakken, en al het overige is bijvak. Daaronder vallen ook oude geschiedenis en kennis van de kunst en materiële cultuur (wat wij klassieke archeologie noemen).
Het doel van de zo gestructureerde oudheidkunde is dat haar studenten leren denken als de oude Grieken, die men sinds Winckelmann beschouwde als briljant, origineel en nobel. Als de Duitse elite eenmaal zo gevormd was - de beroemde term is Bildung - zou het land beschikken over leiders die beter waren dan de oude aristocraten of de democraten die in Frankrijk niet in staat waren gebleken de opkomst van Napoleon te verhinderen.

## Invloed
De ideeën van Wolf werden door Von Humboldt toegepast bij de opbouw van de Pruisische gymnasia en de nieuwe universiteit in Berlijn. Dit betekende onder meer dat oude geschiedenis en klassieke archeologie academische erkenning kregen, zij het als bijvak bij de klassieke talen. De archeologie heeft zich in de twintigste eeuw ontwikkeld tot een zelfstandig vak, maar de oude geschiedenis is tot op de huidige dag nauw verbonden met de bestudering van het Grieks en Latijn (nauwer dan bijvoorbeeld met de algemene geschiedenis of archeologie).
Wolfs beperking van de "Altertumswissenschaft" tot Griekenland en Rome betekende het einde van de Europese traditie om deze landen te bestuderen samen met Egypte, de Joden en het weinige dat bekend was over het oude Nabije Oosten.